# 布勒耶什蒂鄉 (博托沙尼縣)
47°52′N 26°28′E / 47.867°N 26.467°E
布勒耶什蒂鄉（羅馬尼亞語：Comuna Brăești, Botoșani），是羅馬尼亞的鄉份，位於該國東北部，由博托沙尼縣負責管轄，面積52平方公里，海拔高度219米，2007年人口2,144，人口密度每平方公里41人。